# Rivula sordida
Rivula sordida är en fjärilsart som beskrevs av Walker 1864. Rivula sordida ingår i släktet Rivula och familjen nattflyn. Inga underarter finns listade.